# ФК Солунац
ФК Солунац је био фудбалски клуб из Растине, општина Сомбор. 

## Оснивање
Фудбалски клуб Солунац, основали су 03. јула 2005. године Никола Елез, Немања Жигић и Славољуб Мијатовић. Клуб је престао са радом јуна 2011. године.

## Историја
После иступања и гашења Растинског Полета из Српске лиге Војводина, у лето 2005. године рађа се новооформирани Фудбалски клуб Солунац. Име је добио по својим славним предцима, Солунцима, који су населили село Растину после Првог светског рата у колонизацији 1918.-1922. године. Солунац је за 5 година свог постојања прескочио 3 ранга такмичења да би на крају у сезони 2010/11. завршио на 13. месту у Српске лиге Војводина, али је одустао од такмичења, па је пребачен два ранга ниже.
Након што су пребачени два ранга ниже, у Подручну лигу Сомбор, екипа "Солунца" се фузионисала са екипом Слоге из Чонопље, тада осмопласираном екипом Међуопштинске лиге Сомбор (најнижи ранг). Екипа из Чонопље се уместо растинаца такмичила у Подручној лиги Сомбор 2011/12, док је фудбалски клуб "Солунац" престао да постоји.
Убрзо затим након престанка постојања "Солунца" (тј фузије са Слогом из Чонопље) у Растини је јула 2011. године покренут нови фудбалски клуб под именом "Растина 1918" која ће десет година касније, у августу 2021. године, променити име у "Полет".